# TiungSat-1
El TiungSat-1 es el primer micro-satélite malasio. Fue desarrollado a través de la colaboración y transferencia tecnológica entre Astronautic Technology Sdn Bhd (Malasia) y la Surrey Satellite Technology Ltd (Reino Unido). El satélite fue lanzado el 26 de septiembre de 2000 a bordo de un cohete Dnepr-1 desde el Cosmódromo de Baikonur (Kazajistán).